# Praktijkondersteuner
Een praktijkondersteuner is in Nederland een functie in de huisartsenzorg, vaak afgekort tot POH (PraktijkOndersteuner Huisartsenzorg). Er zijn twee specialisaties: somatiek en geestelijke gezondheidszorg. De functie wordt ingevuld door diverse zorgprofessionals met een relevante beroepsopleiding, relevante werkervaring en een aanvullende bedrijfsopleiding.

## Achtergrond praktijkondersteuning
Vanaf eind 20ste eeuw kreeg de gezondheidszorg in Nederland in toenemende mate te maken met patiënten met chronische aandoeningen en psychische klachten. Deze vormden enerzijds een extra taakbelasting voor de huisartsenzorg en de (dure) specialistische ziekenhuiszorg. Anderzijds was er een sterke behoefte vanuit de zorg en patiënten om deze groepen kwalitatief beter te begeleiden. In samenwerking met beroepsverenigingen, zorgverzekeraars en patiëntenorganisaties is de functie van praktijkondersteuner ingevoerd. In eerste instantie voor een adequate begeleiding van de zorg voor specifieke patiëntengroepen, maar al gauw met steeds meer aandacht voor het verhogen van de kwaliteit van leven en preventie van (verdere) complicaties. In het kader van de toenemende vergrijzing is er ook steeds meer aandacht voor de specifieke multi-problematiek van ouderen: meerdere chronische aandoeningen met somatische én psychische problemen. Door de relatief snelle ontwikkelingen in de (on)gezondheid van de Nederlandse bevolking, het invoeren van marktwerking in de zorg en nieuwe zorgstandaarden, waarbij ook preventie en leefstijl centraal staan, is de praktijkondersteuning een dynamisch werkgebied. Resulterend in snel veranderende werkwijzen, financiering en taakinvulling met lokale en regionale verschillen.

## Praktijkondersteuner somatiek
Deze praktijkondersteuner begeleidt patiënten met een lichamelijke chronisch aandoening, met name met diabetes, astma / COPD en hart- en vaatziekten. Zo geeft de praktijkondersteuner voorlichting over het ziektebeeld, begeleidt de patiënt bij medicatiegebruik en veranderingen in de leefstijl en voert controleonderzoeken uit. Een praktijkondersteuner beschikt meestal over een eigen werkruimte binnen de huisartspraktijk, waarin hij/zij zelfstandig patiënten kan behandelen. Een praktijkondersteuner heeft een eigen spreekuur en zal ook patiënten bezoeken. Een praktijkondersteuner is niet bevoegd om nieuwe medicatie voor te schrijven en diagnoses te stellen. Wel kan een praktijkondersteuner een andere discipline consulteren en i.o.m. de huisarts of medisch specialist iemand op laten nemen in het ziekenhuis, vanwege achteruitgang of verergering van de gezondheidsklachten.
Een prakijkondersteuner heeft een aanvullende opleiding voor praktijkondersteuning gevolgd. Voor hbo-verpleegkundigen duurt deze een jaar. Voor doktersassistenten en mbo-verpleegkundigen duurt deze twee jaar. Praktijkondersteuners met een verpleegkundige achtergrond (mbo of hbo) noemen zichzelf ook wel praktijkverpleegkundigen.
De praktijkondersteuner werkt in principe voor de huisartsenzorg en er is meestal een arbeidsrelatie met een (groep) huisarts(en), maar een detachering via een aparte stichting, de thuiszorg of in een ziekenhuis komt ook voor. Een praktijkondersteuner kan alleen in deze functie werken of deze combineren met de functie van bijvoorbeeld diabetesverpleegkundige, longverpleegkundige of hart- en vaatverpleegkundige.
Een praktijkondersteuner mag niet verward worden met een nurse practitioner, ondanks dat hier het woord praktijk in lijkt te zitten. De letterlijke vertaling is echter verpleegkundig praktiserend geneesheer, daarmee een zelfstandigheid aanduidend, die in het Engels aansluit bij de general practitioner (huisarts). Een nurse practitioner is namelijk wel bevoegd diagnoses te stellen. Wel kunnen praktijkondersteuners hetzelfde deelspecialisme behandelen als de nurse practitioner.

## Praktijkondersteuner ggz
De praktijkondersteuner ggz (poh-ggz) signaleert, diagnosticeert, intervenieert en ondersteunt bij psychische problemen in samenwerking met de huisarts. 
De werkzaamheden zijn gericht op het helder krijgen van psychische aspecten van gezondheidsproblematiek, goede doorverwijzing en urgentiebepaling (triage), kortdurende begeleiding, psycho-educatie, continuïteit van zorg/  casemanagement en preventie.
De praktijkondersteuner ggz heeft een aanvullende opleiding gevolgd.De aanvullende opleiding duurt tussen de vijf en twintig dagen verspreid over een periode variërend van drie maanden tot een jaar in combinatie met een leerwerkplek. De opleiding staat open voor onder andere sociaal-psychiatrisch verpleegkundigen, verpleegkundigen met ggz-ervaring, maatschappelijk werkers en praktijkondersteuners somatiek.